# Przeszczepienie serca

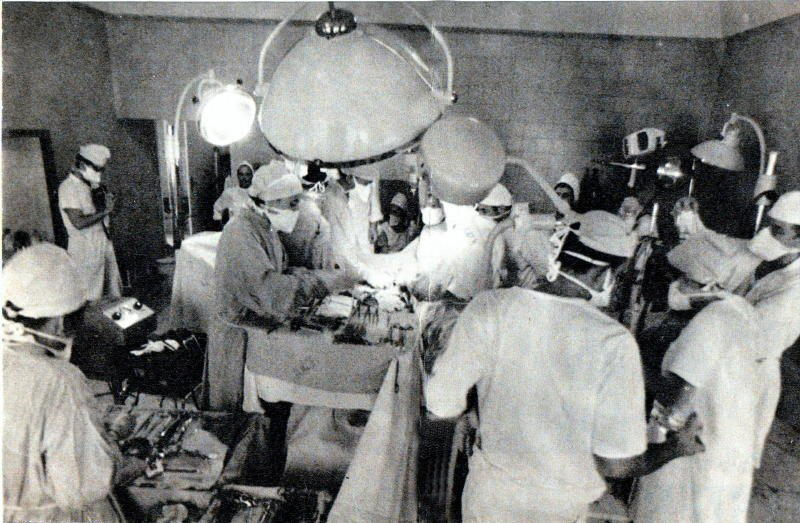
Zabieg przeszczepienia serca

Przeszczepienie serca (ang. heart transplantation, HTX) – metoda leczenia schyłkowej niewydolności serca, polegająca na przeszczepieniu serca pozyskanego od martwego dawcy. Wykonywana jest jedynie w specjalistycznych ośrodkach. 

## Historia
Pierwszej na świecie udanej transplantacji serca dokonał zespół chirurga Christiaana Barnarda 3 grudnia 1967 roku; biorcą był Louis Washkansky. Pierwszą w Polsce próbę przeszczepu serca przeprowadził zespół profesorów Jana Molla, Antoniego Dziatkowiaka i Kazimierza Rybińskiego w Łodzi 4 stycznia 1969 r. Wykonawcą pierwszej w Polsce udanej transplantacji serca był prof. Zbigniew Religa. Miała ona miejsce 5 listopada 1985 w Zabrzu.
W 2014 roku w Australii po raz pierwszy z powodzeniem przeszczepiono pacjentowi serce od dawcy, u którego doszło do całkowitego zatrzymania krążenia, a rok później wykonano w Papworth w Wielkiej Brytanii pierwszy taki zabieg w Europie. Pracę serca przywrócono w ciele dawcy w pięć minut po śmierci, a utrzymywano sztucznie przy pracy przez 50 minut, w czasie których sprawdzono, czy działa ono prawidłowo. Następnie bijące serce przetransportowano w naczyniu "heart-in-a-box" do biorcy. Szacunkowo dzięki nowej technice liczba transplantacji serc może zwiększyć się o 25%.

## Technika
W klasycznej metodzie przeszczepiania serca pozostawia się część tylnej ściany prawego i lewego przedsionka biorcy. Aortę i pień płucny przeszczepianego serca łączy się z naczyniami biorcy, po wszyciu serca stosuje się do końca życia immunosupresję.

## Wskazania
- schyłkowa niewydolność serca w kardiomiopatii
- schyłkowa niewydolność serca w chorobie niedokrwiennej serca
- schyłkowa niewydolność serca w zaawansowanej wadzie zastawkowej

## Skuteczność
Nie przeprowadzano dużych badań klinicznych, jednak istnieje konsensus specjalistów, że metoda ta znacząco poprawia przeżywalność, poprawia wydolność i jakość życia pacjentów. Rekord długości życia po przeszczepieniu serca w Polsce wynosi 30 lat, 1 miesiąc i 14 dni i należy do Tadeusza Żytkiewicza (ur. 7 lutego 1926, zm. 18 września 2017). Przeszczepienie miało miejsce 4 sierpnia 1987. Pacjent przeszedł również przeszczepienie nerki w 2000. Rekord światowy należy do Johna McCafferty'ego, którego przeszczep funkcjonował przez ponad 33 lata od 20 października 1982 do śmierci pacjenta w lutym 2016 w wieku 73 lat.